# Jacob van Liesvelt

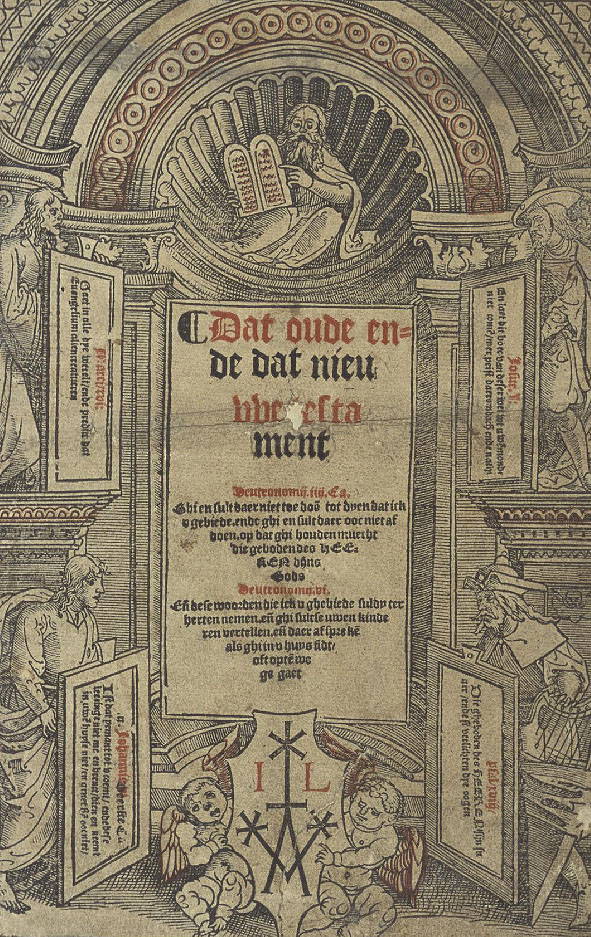
Dat oude ende dat nieuwe testament, 1526

Jacob van Liesvelt (* um 1490 in Antwerpen; † 28. November 1545 ebenda) war ein Antwerpener Buchdrucker und Bibelübersetzer, der im Jahr 1526 die erste vollständige Übersetzung der Bibel ins Niederländische druckte. Damit gab es eine gedruckte niederländische Vollbibel, noch bevor 1530 die Zürcher Bibel als erste alemannische Komplettübersetzung und 1534 die erste vollständige Lutherbibel herauskam.
Er übersetzte den Teil des Neuen Testaments direkt von Martin Luthers 1522 erschienenen Ausgabe. Dabei änderte er einfach die ostmitteldeutsche Sprache Luthers ins nah verwandte Niederländisch. Auch für das Alte Testament benutzte er die bereits veröffentlichten Teile von Luther, die noch fehlenden Teile übersetzte er aber selbstständig aus der lateinischen Vulgata.
Nachdem Luther 1534 seine erste vollständige Bibel veröffentlicht hatte, bei der er das Alte Testament direkt aus der griechischen Septuaginta und aus hebräischen Masoreten übersetzt hatte, unternahm Liesvelt eine Revision seiner niederländischen Bibel und druckte 1535 eine vollständig auf Luther basierende neue Ausgabe. Diese Ausgabe stellt somit die erste protestantische Vollbibel auf Niederländisch dar, die in keinem Teil mehr auf der Vulgata basiert.
Jacob van Liesvelt stand der Reformation nahe, dennoch druckte er auch katholische Bibeln und gegenreformatorische Texte, wie offizielle Verordnungen gegen Ketzerei und sogar ein Werk von Anna Bijns. Als er jedoch 1542 eine Neuauflage seiner niederländische Lutherbibel druckte, bekam er Probleme mit der Antwerpener Obrigkeit. Er wurde nun selbst der Ketzerei angeklagt und zum Tode verurteilt. Am 28. November 1545 wurde er in Antwerpen hingerichtet.
Seine Drucke wurde auch von den Täufern verwendet, die einen großen Bedarf an Bibelübersetzungen hatten. Als in den Niederlanden keine Neudrucke mehr möglich waren, nahmen sie die Liesvelt-Bibel ins Exil nach Ostfriesland mit. So wurde etwa in Emden beim Drucker Willem Gailliart eine niederländischsprachige Täufer-Bibel gedruckt, die hauptsächlich auf der Übersetzung von Liesvelt basierte, sich im Alten Testament aber auch auf die lateinischen Übersetzungen des Erasmus von Rotterdam stützte.
Auf Grund der unterschiedlichen Rechtschreibungen der damaligen Zeit wird sein Name auch teilweise als Jakob van Liesveld angegeben, bzw. findet sich auch die Bezeichnung Liesfelt-Bibel mit F in der Literatur.

## Werke
- Dat oude ende dat nieuwe testament – Gheprint ende gheeyndt in dye vermaerde coopstadt van Antwerpen. Inden Jare ons HEEREN M.CCCCC. ende. xxvi. den.. vi. dach van September, By my Jacob van Liesveldt wonende tot Antwerpen op dye Cammerpoort Brugghe Is God met ons, Wie mach ons letten Fortitudo mea Deus (2 Bände, 6. September 1526)[2]
- Den Bibel met grooter neersticheyt gecorrigeert, ende op die canten gheset den ouderdom der werelt, ende hoe lange die gheschiedenissen ende historien der Bibelen elck int zijn voor Christus gheboorte gheweest zijn, ende daer bi vergadert uut Fasciculus temporum, ende uut dye cronike van alder werelt, die principael historien der machtiger heydenscher conincrijcken, daer die heylige scrift oock dickwils af vermaent, tot een claerder verstant der Bibelscher historien, ende oock een onderscheyt der tijden te hebben, Cum gratia et Privilegio; Gheprent Thantwerpen op die Camerpoort brugghe inden Schilt van Artoys By my Jacob van Liesvelt. Int Jaer ons HEREN. M CCCCC. ende xxxv. Den. xviij. dach van April. (18. April 1535), mit einem Vorwort von Martin Luther[3]